# Danza interpretativa

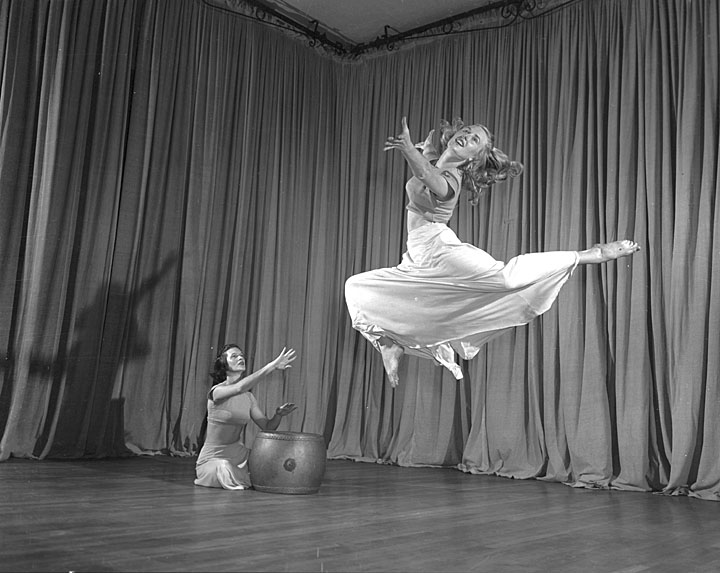
Corso di danza interpretativa femminile, Università del Wisconsin-Madison, 1949

La danza interpretativa è una famiglia di stili di danza moderna che iniziò intorno al 1900 con Isadora Duncan. Essa utilizzava la musica classica da concerto, segnando però un allontanamento dalla tradizionale danza da concerto. Cerca di tradurre emozioni, condizioni, situazioni o fantasie umane in movimento ed espressione drammatica, oppure adatta i movimenti etnici tradizionali in espressioni più moderne.
L'effetto della danza interpretativa può essere visto in molti musical di Broadway ed anche in altri mezzi di comunicazione. Mentre era, e molto spesso è ancora, pensata come un'arte dello spettacolo, la danza interpretativa non deve essere eseguita con la musica. Spesso include movimenti magniloquenti delle braccia, giravolte e cadute sul pavimento. È spesso arricchita da costumi sontuosi, nastri o abiti in spandex.